# ديما صادق
ديما صادق (28 فبراير 1980)؛ إعلامية لبنانية.

## نشأتها ودراستها
ترجع بأصولها إلى بلدة الخيام العاملية في جنوب لبنان. تلقّت دراستها الأولى في الليسيه الفرنسية في منطقة الأشرفية في بيروت، ثمّ تابعت دراستها الجامعية في جامعة القديس يوسف، حيث تخرجت منها بشهادة في العلوم السياسية.

## حياتها الأسرية
تزوجت من الدكتور أحمد الحاج، ولهما ثلاثة بنات، «ياسمين»، و«ورد» التي ولدت في 14 مارس 2016 في إحدى المستشفيات في كندا، و«جوري» التي ولدت في 24 يوليو 2022.

## مشوارها المهني
عملت في جريدة السفير وهي طالبة في الجامعة، عند تخرجها عملت لسنتين كمساعدة لرئيس تحرير صحيفة السفير، الراحل جوزيف سماحة. وبدأت عملها التلفزيوني في عام 2007 مع انطلاقة تلفزيون الأوتي في (OTV) مذيعة أساسية لنشرة الثامنة ومقدمة البرنامج السياسي الصباحي.
قررت في عام 2011 ترك شاشة أو تي في بعد تلقيها عرضا من إل بي سي حيث بدأت بتقديم عدة برامج سياسية، نشرات الأخبار، إضافة لحفل انتخاب ملكة جمال لبنان من العام 2014، 2015، 2017.
في أبريل 2018 وخلال فترة الانتخابات قدمت برنامجاً بعنوان «لوين واصلين»، وهو برنامج سياسي يرتكز على فكرة تفاعل السياسيين مع المشاكل والشواهد اليومية للمواطن، ويقوم على فكرة اجتماع السياسي مع صحافي ومع مواطن في سيارة واحدة ليواجه المواطن السياسي بوجود الصحافي الذي يدافع عنه، لكنه واجه نقداً واتهامات بتهمة السرقة وحقوق الملكية الفكرية. في 26 نوفمبر 2019 أعلنت استقالتها من المؤسسة اللبنانية للإرسال، بعد ما وصفته بمحاولة التضييق عليها تبعاً لخلفيات سياسية. في يناير 2021 بدأت بتقديم برنامج «حكي صادق» على شاشة إم تي في اللبنانية.

## برامجها
| البرنامج                   | عرض على  | العام          |
| -------------------------- | -------- | -------------- |
| حوار اليوم                 | أو تي في | 2007-2011      |
| نشرة أخبار الثامنة         | أو تي في | 2007-2011      |
| أغاني عمري                 | إل بي سي | 2011           |
| نهاركم سعيد                | إل بي سي | 2011-2019      |
| نشرات أخبار " إل بي سي آي" | إل بي سي | 2011-2019      |
| حفل انتخاب ملكة جمال لبنان | إل بي سي | 2014-2015-2017 |
| لوين واصلين                | إل بي سي | 2018           |
| حكي صادق                   | إم تي في | 2021           |